# أحمد بن سلمة النيسابوري
أبو الفضل أحمد بن سلمة بن عبد الله النيسابوري الحافظ، توفي حوالي عام 286 هـ. أحد العلماء ومن رواة الحديث عند أهل السنة والجماعة.
كان صاحب الإمام مسلم بن الحجاج في الرحلة إلى بلخ والبصرة، جمع له مسلم الصحيح على كتابه. وله مستخرج كهيئة صحيح مسلم. توفي في غرة جمادى الأولى سنة ست وثمانين ومائتين.

## شيوخه وتلاميذه
- شيوخه ومن روى عنهم:[5]

سمع من قتيبة بن سعيد، وإسحاق بن راهويه، ومحمد بن مهران الجمال ، وعبد الله بن معاوية، وعثمان بن أبي شيبة، وأبا كريب، وابن حميد، وأحمد بن منيع، وغيرهم.
- تلاميذه ومن روى عنه:[5]

حدث عنه: ابن وارة، وأبو زرعة، وأبو حاتم - وهو من صغار شيوخه - وأبو حامد بن الشرقي، ويحيى بن منصور القاضي، وسليمان بن محمد بن ناجية، وعلي بن عيسى، وأبو الفضل محمد بن إبراهيم، وعدة.